# Rhopalosiphum padi
Espèce
Rhopalosiphum padi (le puceron du merisier à grappes, puceron bicolore des céréales, puceron des grains, puceron vert de l'avoine) est une espèce d'insectes hémiptères de la famille des Aphididae, originaire d'Eurasie.
Cet insecte est un ravageur des céréales,  notamment le blé, l'orge, l'avoine et le maïs. Il est aussi le vecteur de plusieurs maladies à virus des céréales, en particulier de la  jaunisse nanifiante de l'orge (BYDV)